# Шай-Шайська діоцезія
Ша́й-Ша́йська діоце́зія (лат. Dioecesis Xai-Xaiensis; порт. Diocese de Xai-Xai) — діоцезія римського обряду Католицької церкви в Мозамбіці, з центром у місті Шай-Шай.  Входить до складу Мапутської церковної провінції. Суфраганна діоцезія Мапутської архідіоцезії. Заснована 19 червня 1970 року. Голова — єпископ Шай-Шайський. Центральний храм — Шай-Шайський собор.    Чинний голова — Лусіу Муандула, єпископ Шай-Шайський. Стара назва до 1 жовтня 1976 року — Жуа́н-Бе́льська діоце́зія (лат. Dioecesis Belopolitana, порт. Diocese de João Belo).

## Єпископи
- Лусіу Муандула

## Статистика
Згідно з «Annuario Pontificio» і Catholic-Hierarchy.org:
| Рік  | Населення | Населення | Населення | Священики | Священики | Священики | Священики           | Диякони | Ченці    | Ченці | Парафії |
| Рік  | католики  | загалом   | %         | загалом   | секулярні | ченці     | вірних на священика | Диякони | чоловіки | жінки | Парафії |
| ---- | --------- | --------- | --------- | --------- | --------- | --------- | ------------------- | ------- | -------- | ----- | ------- |
| 1970 | 150.000   | 650.000   | 23,1      | 38        | 3         | 35        | 3.947               |         |          |       |         |
| 1980 | 192.000   | 908.000   | 21,1      | 14        | 2         | 12        | 13.714              |         | 13       | 29    | 18      |
| 1990 | 194.048   | 1.039.000 | 18,7      | 11        | 1         | 10        | 17.640              |         | 12       | 34    | 18      |
| 1999 | 204.430   | 1.087.000 | 18,8      | 16        | 5         | 11        | 12.776              |         | 16       | 35    | 34      |
| 2000 | 202.990   | 1.108.000 | 18,3      | 17        | 6         | 11        | 11.940              |         | 11       | 51    | 34      |
| 2001 | 131.393   | 1.129.000 | 11,6      | 22        | 8         | 14        | 5.972               |         | 14       | 67    | 22      |
| 2002 | 135.282   | 1.087.000 | 12,4      | 24        | 12        | 12        | 5.636               |         | 15       | 47    | 28      |
| 2003 | 136.892   | 1.266.431 | 10,8      | 26        | 11        | 15        | 5.265               |         | 15       | 58    | 34      |
| 2004 | 174.229   | 1.289.000 | 13,5      | 25        | 12        | 13        | 6.969               |         | 16       | 49    | 21      |
| 2010 | 277.281   | 1.552.786 | 17,9      | 25        | 11        | 14        | 11.091              |         | 16       | 63    | 26      |
| 2014 | 304.000   | 1.699.000 | 17,9      | 27        | 16        | 11        | 11.259              |         | 13       | 54    | 27      |